# Analyse fractale

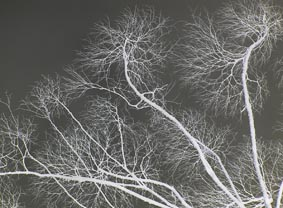
Ramification fractale d'un arbre

L'analyse fractale est la modélisation de données dont la fractalité est la propriété inhérente. 
La notion-clé est celle de fractal qui remonte à Benoît Mandelbrot qui l'avait introduite comme description mathématique des objets râpeux. L'analyse fractale s'applique aux systèmes physiques qui se distinguent par une similarité de comportements au travers d'une multitude d'échelles ou, dans des cas les plus prononcés, par l'autosimilarité où cette similarité est conservée au travers d'une infinitude d'échelles. L'analyse fractale se voit comme une stratégie de modélisation pluridisciplinaire qui est issue de la physique théorique, notamment de la dynamique de grilles. 
La motivation pour cette nouvelle stratégie de modélisation se trouve dans la nature elle-même : Dans de nombreux systèmes biologiques on trouve des structures arborescentes et bifurquantes comme des arbres, des fougères, des colimaçons, le système vasculaire, etc. Tous ces systèmes se distinguent par une invariance d’échelle et se comportent donc quasiment comme des systèmes auto-similaires. Est-ce par souci d’optimisation qu’une telle symétrie est retenue par la nature ? Quels sont les comportements dynamiques et acoustiques de tels systèmes auto-similaires ? Afin de donner une réponse il faut tout d’abord comprendre le rôle de l’auto-similarité dans les comportements physiques. La modélisation de ce rôle est un des objectifs principaux de l'analyse fractale.

## Méthodologie
Il existe différents types d'analyse fractale incluant le comptage de boîtes, l'analyse de lacunarité, la méthode des masses et l'analyse multi-fractale. 
Le comptage de boîtes est une méthode d'analyse fractale consistant à diviser une image en plusieurs régions, typiquement en forme de boîtes, afin d'analyser celle-ci à différentes échelles de taille. Le processus peut être comparé au fait de zoomer ou de dézoomer sur l'image en vue d'observer des changements au sein de cette dernière.  Cette méthode permet de calculer la dimension de Minkowski-Bouligand. Différents algorithmes ont été développés afin d'analyser des images binaires (noir et blanc), des images en niveaux de gris, des images en couleur et même des images en trois dimensions.
L'analyse fractale présente de multiples applications en géologie, géographie, archéologie ou encore en imagerie médicale. Elle peut également s'inscrire dans le cadre plus large de l'analyse de forme.